# Eva Goldbach

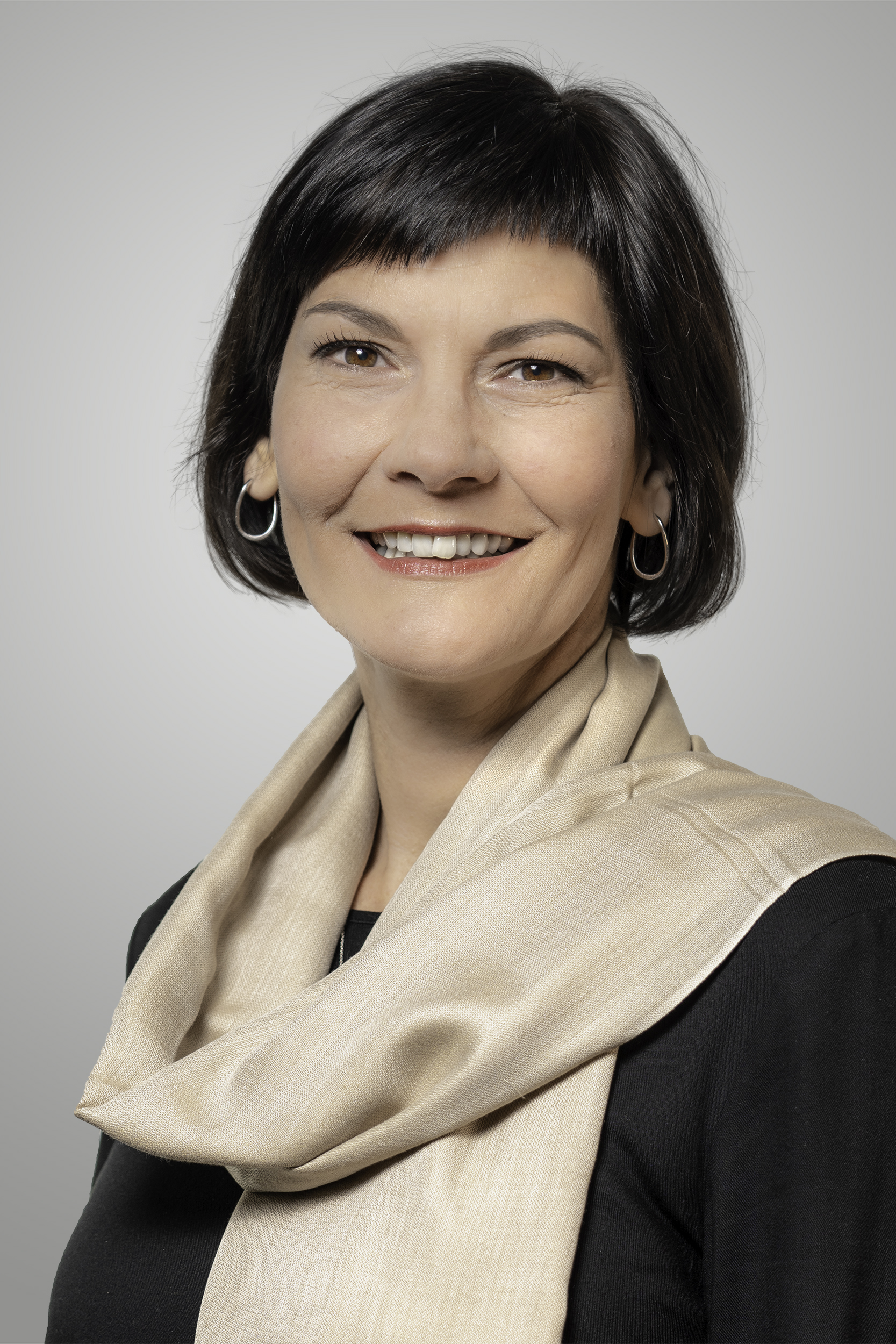
Eva Goldbach 2019

Eva Goldbach (* 23. Dezember 1965 in Frischborn) ist eine deutsche Politikerin (Bündnis 90/Die Grünen). Sie war von 2014 bis 2024 Abgeordnete im Hessischen Landtag.

## Leben
Eva Goldbach wuchs in einer Pfarrersfamilie auf, zunächst in ihrem Geburtsort, dann zwischenzeitlich in Mainz. Sie absolvierte nach dem Abitur eine Ausbildung zur Landschaftsgärtnerin. Daran schloss sich ein Studium der Betriebswirtschaftslehre an. Nach dem Abschluss war sie neben der Betreuung ihrer zwei Kinder auch berufstätig. Von 2009 bis 2011 war sie Büroleiterin im Wahlkreisbüro von Tom Koenigs, anschließend bis 2013 Büroleiterin der Grünen Kreisbeigeordneten im Kreis Gießen.

## Politik
Eva Goldbach trat 2005 in die Partei Bündnis 90/Die Grünen ein. Von 2011 bis 2016 gehörte sie dem Kreistag des Vogelsbergkreises an. Bei der Kommunalwahl 2016 wurde sie in die Stadtverordnetenversammlung der Kreisstadt Lauterbach gewählt.
Bei der Landtagswahl in Hessen 2013 trat sie im Wahlkreis Vogelsberg an. Hier unterlag sie gegen Kurt Wiegel. Ihr gelang jedoch der Einzug in den Landtag über einen Listenplatz der Partei. Sie war in der 19. Wahlperiode Sprecherin für Kommunalpolitik und den ländlichen Raum sowie Obfrau und stellvertretende Vorsitzende im Petitionsausschuss des Landtages.
Bei der Bundestagswahl 2017 kandidierte Goldbach erfolglos im Wahlkreis Gießen für den Bundestag. Ihr Listenplatz 7 auf der grünen Landesliste reichte ebenfalls nicht für den Einzug in den Bundestag.
Bei der Landtagswahl in Hessen 2018 wurde sie erneut über einen Listenplatz der Partei in den Hessischen Landtag gewählt. In der 20. Legislaturperiode ist sie Innenpolitische Sprecherin der Grünen Landtagsfraktion. Sie ist außerdem stellvertretende Vorsitzende der Landtagsfraktion.
Auf dem Landesparteitag zur Aufstellung der Landesliste für die Landtagswahl 2023 kam Goldbach auf den 25. Listenplatz. Ihr hinterer Listenplatz sowie ihre erfolglose Kandidatur im Wahlkreis reichten bei der Wahl nicht für den Wiedereinzug in den Hessischen Landtag. Sie schied somit im Januar 2024 aus dem Landtag aus.